# 1898 en Bretagne
 Chronologie de la Bretagne
- 1894
- 1895
- 1896
- 1897
- 1898
- 1899
- 1900
- 1901
- 1902

Cette page recense les événements qui se sont produits durant l'année 1898 en Bretagne.

## Personnalités

### Naissance
- 12 avril aux Fougerêts (Morbihan : Philippe Danilo, mort le 7 février 1984 à La Mulatière (Rhône), homme politique français.